# De padre desconocido
 De padre desconocido  es una película argentina del género de drama filmada en blanco y negro dirigida por Alberto de Zavalía sobre un guion de Homero Manzi que se estrenó el 25 de mayo de 1949 y que tuvo como protagonistas a Enrique Muiño, Fernando Lamas, Orestes Caviglia, Delia Garcés y Rosa Rosen. 

## Sinopsis
Una muchacha huérfana (Delia Garcés) que se crio en un asilo del cual luego escapa, comienza a trabajar en una orquesta pero es acusada de prostitución y detenida. Pesan sobre ella dos circunstancias que significan un estigma social: es una madre soltera que se vio obligada a entregar su hija a un matrimonio y, ella misma, es una hija de padre desconocido que para ocultar esa filiación robó la identidad de una compañera muerta. En los tribunales se enfrentan dos visiones diferentes de la problemática social: el viejo juez (Enrique Muiño) y el fiscal (Orestes Caviglia). Para el fiscal la gente “nace buena o nace mala” y nada la hace cambiar. El juez considera, en cambio, que las condiciones sociales son las que determinan la suerte de las personas. Hugo, el hijo del juez (Fernando Lamas), que había asumido la defensa por pedido de su padre –y que está casado- llega a sentir atracción por Laura y propone reconocer a la nena como propia y que se fuguen juntos para luego divorciarse. Al saberlo, el juez desarrolla un doble discurso que puede sintetizarse en “con todos menos con mi hijo” y le suplica a Laura que lo deje para evitar un escándalo. Aunque ella al comienzo se niega, cuando llega Hugo provoca el rechazo de este recibiéndolo arreglada como una prostituta. Este gesto de renunciamiento conmueve al juez y le hace sentir culpable de haber destruido la vida de la muchacha. Cuando vuelve a la isla donde aquella se encontraba, la halla desvanecida y la lleva en brazos a la casa prometiéndole ser el padre que nunca tuvo.

## Reparto
- Enrique Muiño...Juez Pablo Maidana
- Fernando Lamas...Hugo Maidana
- Orestes Caviglia ... Fiscal García
- Delia Garcés...Laura
- Rosa Rosen...Amelia García de Maidana
- Aurelia Ferrer ... Petrona
- Alfonso Ferrari Amores
- Osvaldo María Cabrera
- Luis de Lucía
- Juan Carrara
- Warly Ceriani
- Ada Cornaro
- Isabel Figlioli
- Carmen Llambí
- Diana Maggi
- Orestes Soriani
- Susana Vargas

## Comentario
En tanto el crítico Calki comentó en el diario El Mundo que se trataba de un “aluvión de frases en un melodrama”, Manrupe y Portela lo consideran un “folletín de intención social y seres desafortunados, en el que Garcés sale de sus papeles habituales”.
Fue filmada durante el primer gobierno de Perón sobre un guion de Homero Manzi, un declarado peronista, y el crítico César Maranghello afirma que fue importante la influencia que sobre Manzi tenían las ideas de José González Castillo, un dramaturgo de ideología anarquista con honda sensibilidad social.
La película plantea una reflexión sobre el funcionamiento de las instituciones judiciales respecto de los desposeídos. El discurso del juez –que es asumido por el filme- pone el acento en el papel preventivo del Estado más que en la aplicación de castigos por la justicia. En Argentina por esa época era un tema de debate la situación de los hijos ilegítimos. La trama está sobrecargada de religiosidad y ansias de perdón al punto tal que alguien señaló que se acumulaba un delirio colectivo por las frases: alegato social, versículos bíblicos, frases filosóficas, letras de tango, más algún que otro momento festivo.
El filme fue calificado por las autoridades como prohibido para menores de 18 años por ”el valor negativo de las expresiones puestas –para mayor gravedad- en boca del magistrado, y por el hecho de que su aparente verdad es de fácil incidencia en el público joven, pues están abonadas por reiteradas referencias a Dios y su bondad".